# Station Nowy Dwór Mazowiecki
Station Nowy Dwór Mazowiecki is een spoorwegstation in de Poolse plaats Nowy Dwór Mazowiecki.